# Battery Park

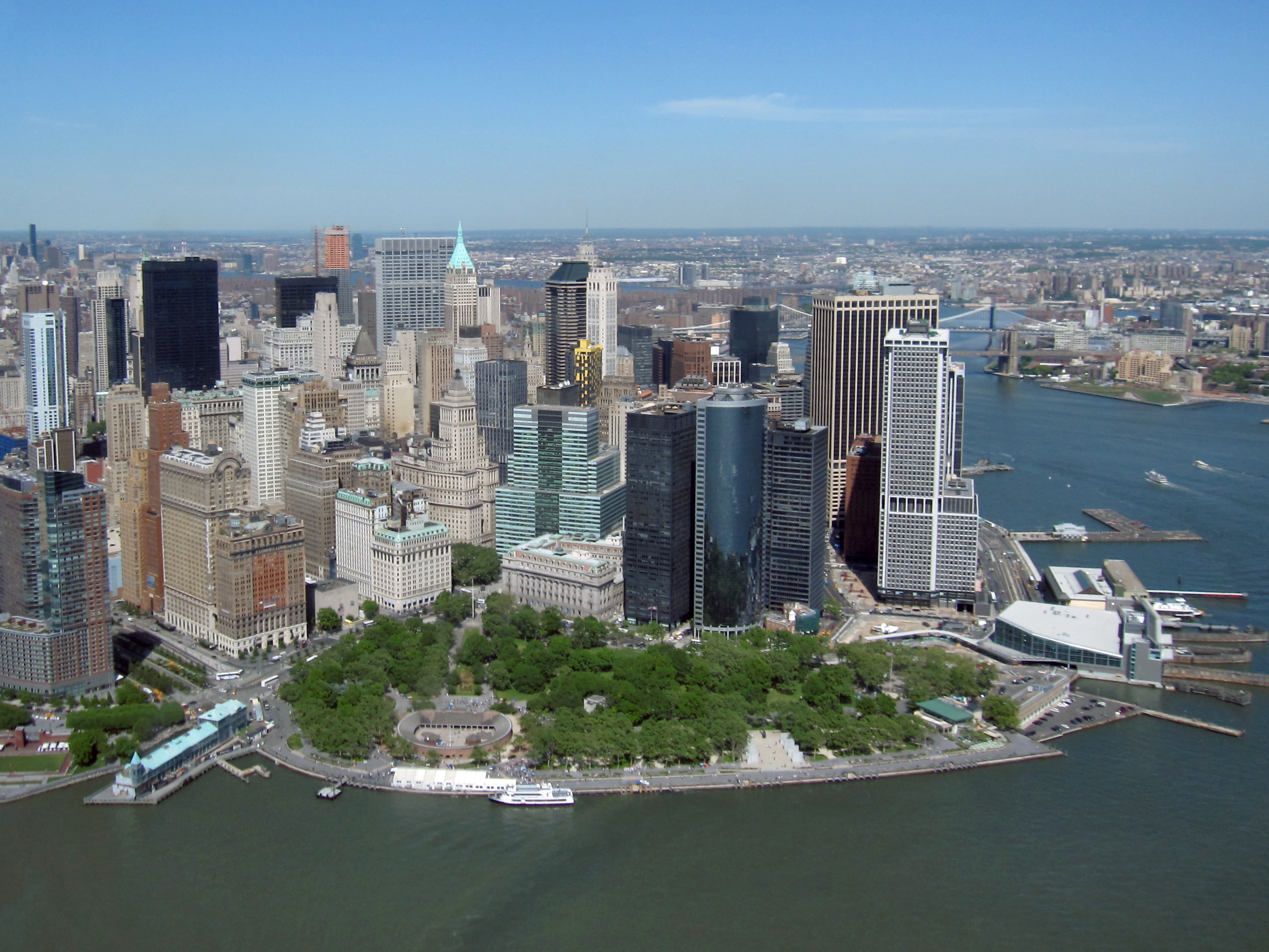
Vista área em 2010. À esquerda do parque está o Pier A, e à direita o South Ferry Terminal. Ao fundo à direita, o Rio East.

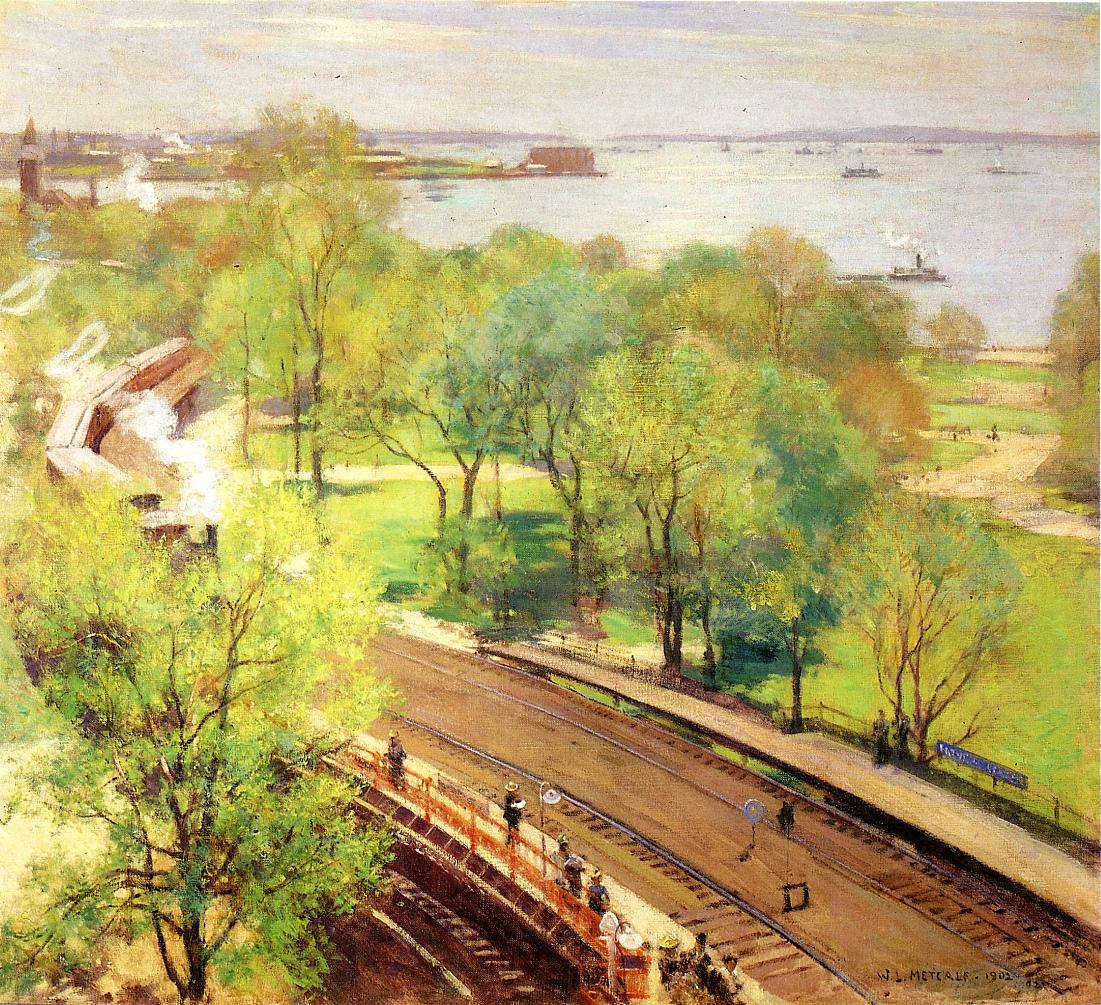
Battery Park, por Willard Leroy Metcalf.

Battery Park é um parque urbano de cerca de 10 hectares localizado no sul da ilha de Manhattan, em Nova Iorque. Foi inaugurado no século XIX, em um antigo aterro sanitário.
Seu principal atrativo é o Castle Clinton, criado no século XIX pelo então governador do estado, DeWitt Clinton. Além disso, o parque possui amplos jardins e serve como acesso à Ilha da Liberdade e à Ilha Ellis.